# 黄志权
黄志权（1970年9月—），男，汉族，中华人民共和国政治人物，中国共产党党员。现任四川省南充市委副书记、市人民政府代理市长。

## 生平
曾长期在四川省内江市工作，2016年11月，任内江市人民政府秘书长。2019年7月，调任内江市市中区，任区委书记。
2020年10月，调任四川省南充市，任市人民政府副市长、党组成员，市公安局党委书记、局长；2021年9月，任南充市委常委、组织部部长；2022年8月，任南充市委常委，市人民政府副市长、党组副书记。
2025年8月，任中共南充市委副书记、市人民政府代理市长。